# Terrence Tinsley
Terrence „Terry“ Tinsley (* 6. Juli 1957 in St Helens (Merseyside)) ist ein ehemaliger britischer Radrennfahrer und nationaler Meister im Radsport.

## Sportliche Laufbahn
Tinsley war Bahnradsportler und Teilnehmer der Olympischen Sommerspiele 1980 in Moskau. Dort startete er im 1000-Meter-Zeitfahren und belegte beim Sieg von Lothar Thoms den 9. Platz. Zudem startete er im Sprint, wobei in den Vorläufen ausschied.
Bei den Wettbewerben im Bahnradsport der Commonwealth Games 1982 startete er für England und gewann die Bronzemedaille im 1000-Meter-Zeitfahren, im Sprint wurde er Fünfter.
Die nationale Meisterschaft im Sprint der Amateure gewann er 1980 vor Gary Sadler (sowie 1983 und 1984 bei den Profis), im 1000-Meter-Zeitfahren 1981 und im Tandemrennen 1980, 1981 und 1982 jeweils mit Paul Sydenham. Im Omnium holte er 1983 den Titel, die Meisterschaft im Keirin gewann er 1983 bis 1985. 1980 und 1982 war Tinsley Vize-Meister im Zeitfahren, 1981 im Sprint.
1983 bis 1986 fuhr er als Berufsfahrer für das Radsportteam Falcon.
Das bedeutendste britische Sprintturnier (die Champion of Champions Trophy) entschied er 1983 vor Philippe Boyer für sich. 1982 wurde er beim Sieg von Gordon Singleton Dritter. Im Grand Prix Coventry war er 1982 siegreich.
Im Straßenradsport gewann er 1983 das Rennen Man of the North Road Race.